# Вибивали (спорт)
Вибивали (доджбол) — динамічна гра з м'ячем. Розрахована на кілька людей.

## Опис

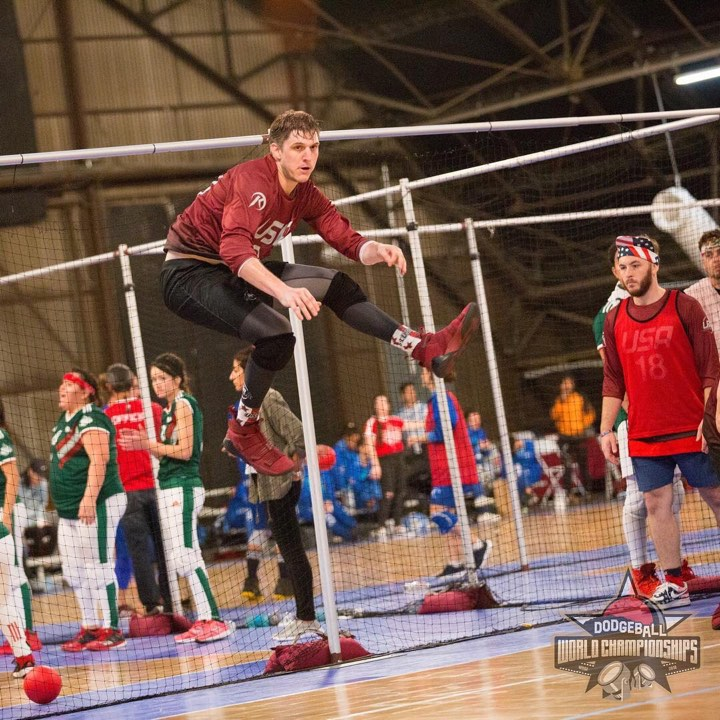
Вибивали

Грають три людини або більше. З них один ведучий і двоє вибивають. Ігрове поле, довжиною приблизно 8-10 метрів окреслено з двох сторін лініями, за якими стоять вибивали, а ведучий всередині поля, або простіше: вибивали встають приблизно за 5-10 метрів один від одного, а ведучий поміж ними.
Мета гри: влучити по ведучому за допомогою м'яча (вибити його).
Ведучий може ловити м'яч до того, як той удариться об землю.
Грати можна і просто неба, і в спортивній залі.

## Правила гри для трьох гравців
- Гравці домовляються про відстані між вибивалами і креслять лінії, ближче яких вибивалам не можна підходити один до одного — що більше відстань, то важче вибивати і легше ухилятися від м'яча.
- Ведучий перебуває між вибивалами.
- Вибивали намагаються влучити та «вибити» його.
- Той, хто вибив ведучого, встає на його місце, а колишній ведучий стає вибивалою.
- Також вибивала може стояти за лавою. І вибивати ведучого з поля.

## Правила гри для кількості гравців більше трьох
- Гравці розділяються на дві команди: вибивали і ведучі.
- Гравці домовляються про відстані між вибивалами і креслять лінії, ближче які їм не можна перетинати — чим більше відстань, тим важче вибивати і легше ухилятися від м'яча.
- Команда оточена командою вибивал.
- За допомогою м'яча вибивали намагаються вибити ведучих.
- Вибиті гравці йдуть з поля, поки не будуть вибиті всі гравці команди, при цьому з рук вибивали може бути спіймана «свічка». Зловив «свічку», маєш можливість або взяти додаткове життя, або повернути назад одного з раніше вибитих.
- Коли залишається останній ведучий він повинен ухилитися від м'яча стільки разів, скільки йому повних років. Якщо він ухилився вдало, то вся команда заходить назад і починається все спочатку. Інакше команди міняються місцями.

## Різновиди кидків
- Струмок — кидок, який за технікою виконання нагадує такий у боулінгу, м’яч має прокотитися по ігровому полю. Під час вигуку "Струмочок!" вільні гравці повинні вишикуватися в колону, поставивши ноги нарізно, щоб м’яч міг вільно прокотитися поміж їхніх ніг.
- Брудний струмок  – кидок, який за технікою виконання нагадує такий у боулінгу, м’яч має прокотитися ігровим полем. Під час вигуку "Брудний струмок!" вільні гравці не повинні пропускати м’яч у себе поміж ніг, вони можуть вільно пересуватися майданчиком, уникаючи зустрічі з м’ячем.
- Буряк  – кидок нагадує такий у боулінгу, коли м’яч має прокотитися по ігровому полю. Під час вигуку "Буряк!" вільні гравці повинні вишикуватися в шеренгу один за одним навпочіпки, спершись на ступні та кисті так, щоб м’яч міг вільно прокотитися під їхнім тілом.
- Капуста  – техніка виконання кидка як у боулінгу, м’яч має прокотитися ігровим полем. Під час вигуку "Капуста!" вільні гравці повинні три рази оббігти навколо м’яча поки він котиться через ігрове поле.
- Вояк  – кидок як у боулінгу, м’яч має прокотитися по ігровому полю. Під час вигуку "Вояк!" вільні гравці повинні завмерти та стати на одну ногу, зігнувши другу в коліні під себе.
- Салют  – кидок вгору, м’яч має пролетіти над головами вільних гравців, падаючи на них згори. Під час вигуку "Салют!" вільні гравці повинні вигукнути "Ура!".
- Бомба  – кидок угору, м’яч має пролетіти над головами вільних гравців, падаючи на них згори. Під час вигуку "Бомба!" вільні гравці приймають положення навпочіпки. «Бомбу» не можна ловити.
- Граната  – звичайний кидок, м’яч має пролетіти над ігровим полем. Під час вигуку "Граната!" вільні гравці повинні зупинитися та не рухати ногами.
- Машинка  – під час вигуку "Машинка!" "квач" кладе м’яч на землю неподалік себе, вільні гравці повинні оббігти його навколо. Тільки-но останній вільний гравець пробіг, "квач" швидко бере м’яч і намагається "квацнути" будь-кого з вільних гравців.
- Помаранч  – під час вигуку "Помаранч!" "квач" тримає м’яч у випростаних руках, кожен вільний гравець повинен доторкнутися до м’яча. Тільки-но останній вільний гравець торкнувся м’яча, «квач» прагне "квацнути" будь-кого з вільних гравців.
- Сімейне фото  – кидок за спину, не дивлячись на ігрове поле. Під час вигуку "Сімейне фото!" "квач" стає спиною до вільних гравців, а тим часом вільні гравці, ставши гуртом, утворюють "сімейне фото". "Квач" кидає м’яч, не дивлячись на вільних гравців, які повинні стояти нерухомо.
- Жабка  – кидок з рикошетом від ігрового поля. Під час вигуку "Жабка!" "квач" б’є м’яч об землю так, щоб той почав стрибати по всьому полю. Вільні гравці повинні перестрибнути через м’яч.
- Свічка  – це подарунок для вільних гравців. "Квач" підкидає м’яч, так само як під час кидка "Бомба", але вільним гравцям дозволено пересуватися по полю та ловити цей м’яч.

Слід пам'ятати, що за будь-яке порушення правил цих кидків вільний гравець стає "квачем".